# Satyrus caeca
Satyrus caeca är en fjärilsart som beskrevs av Karl Schawerda 1914. Satyrus caeca ingår i släktet Satyrus och familjen praktfjärilar. Inga underarter finns listade.